# Triangle d'Ilemi

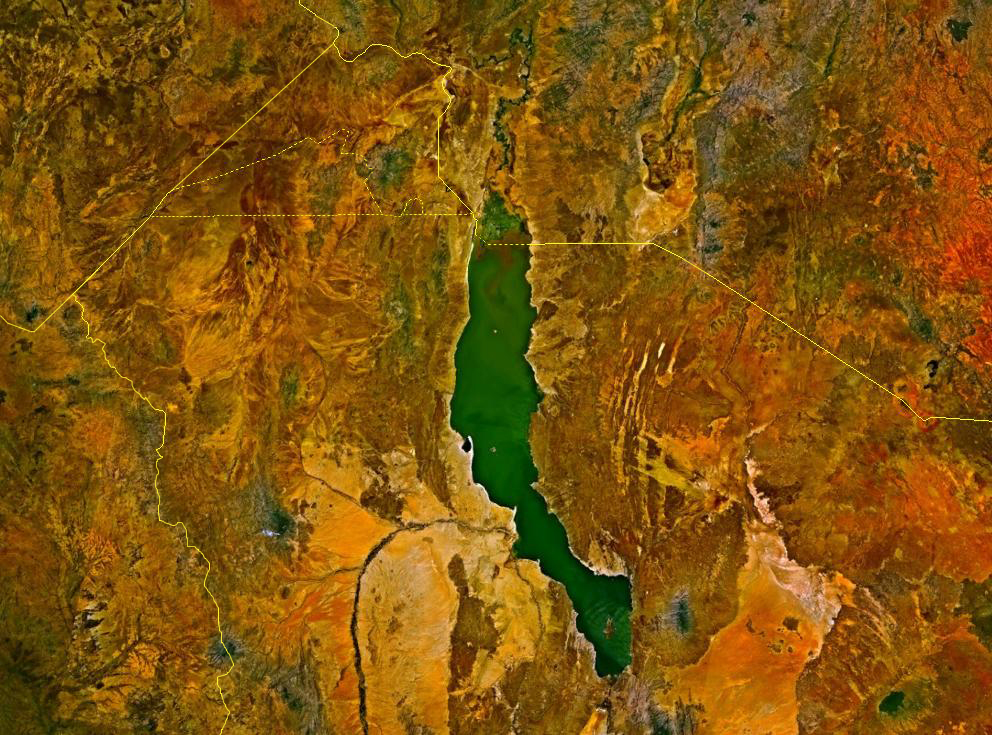
Le triangle d'Ilemi bordé de jaune au nord-ouest du lac Turkana

Le « Triangle d'Ilemi » est un territoire contesté d’Afrique de l'Est. Défini de manière ambiguë, il mesure entre 10 320 et 14 000 km2. Il est revendiqué par l’Éthiopie, le Soudan du Sud et le Kenya. Il doit son nom au chef Anuak Ilemi Akown.
À l’heure actuelle, le Kenya contrôle de facto le territoire. Le différend trouve son origine dans des traités ambigus de l’ère coloniale qui devaient permettre le passage des Turkana, les habitants nomades de la région. Le faible potentiel économique du territoire, ainsi que l’instabilité politique de la région, a retardé la résolution du conflit.

## Habitants
Les Turkana nomades qui évoluent dans les territoires entre le Soudan du Sud et le Kenya ont toujours été la cible d’attaques des tribus avoisinantes. Les autres tribus de la région sont les Didinga et les Topsa au Soudan du Sud et les Nyangatom qui évoluent du Soudan du Sud à l’Éthiopie, ainsi que les Dassanetchs qui vivent à l’est du triangle, en Éthiopie. Ces tribus sont connues d’un point de vue historique pour avoir mené par le passé des razzia sur des élevages, à l’origine à l’aide d’armes traditionnelles, et depuis le XIXe siècle, à l’aide d’armes à feu.

## Histoire

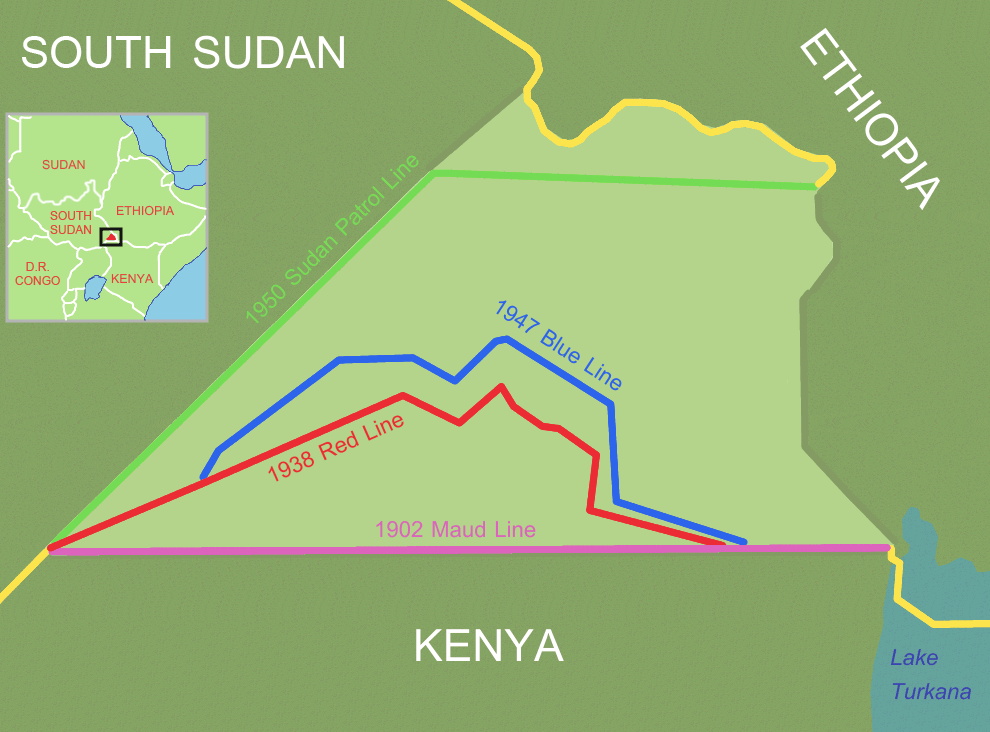
Carte du triangle d'Ilemi. Lignes de partage : en 1938 (ligne rouge), en 1947 (ligne bleue) et en 1950 (ligne verte : ligne de patrouille du Soudan).

Longtemps floues, les frontières du triangle ont changé au cours du temps. 
Au XIXe siècle, l’empereur éthiopien Ménélik revendiqua le lac Turkana et proposa aux Britanniques, dont l'empire colonial commençait à s'affermir tant sur le Soudan, que sur l'Ouganda et le Kenya, une frontière allant du point méridional du lac jusqu’à l’océan Indien. Les Britanniques refusèrent cette proposition et s’accordèrent avec les autres puissances européennes sur les frontières du territoire, sans impliquer l’Éthiopie. La ligne de démarcation, surveillée par le capitaine Philip Maud des Royal Engineers en 1902-1903, plaçait le triangle sous le contrôle du Soudan. Le traité anglo-éthiopien du 6 décembre 1907 entre l’Éthiopie et l’Afrique de l’Est britannique était vague en ce qui concerne la localisation précise des frontières. La frontière de fait entre le Kenya et l’Éthiopie fut donc établie le long de la « ligne Maud », qui s’étendait d’est en ouest depuis la pointe septentrionale du lac Turkana. 
Plus tard, en 1914, la Commission britannique pour la limite entre l’Ouganda et le Soudan souhaita que ce dernier accédât au lac Turkana. Il en résulta la cession d’une nouvelle partie de territoire au Soudan.
Après la Première Guerre mondiale l’Éthiopie arma les Dassanetchs, dont les razzias traditionnelles contre les éleveurs Turkana tournèrent en batailles faisant des centaines de morts.
Les représentants du Soudan, de l’Ouganda et du Kenya s’accordèrent en avril 1924 à Kitgum afin que le Soudan rétrocédât le territoire qu'il avait acquis en 1914, soit au Kenya, soit à l’Ouganda, qui pourraient protéger les Turkana. Cependant la Grande-Bretagne administrait le Soudan en condominium avec l’Égypte, qu'elle souhaitait ménager, car les relations anglo-égyptiennes étaient tendues depuis l’assassinat du gouverneur général du Soudan Sir Lee Stack, au Caire le 24 novembre 1924. Les Britanniques s’abstinrent donc de faire pression sur l’Égypte afin qu’elle rétrocédât cette partie du territoire soudanais, et la limite resta sur la ligne de démarcation de 1914.
Mais, la situation devenant localement incontrôlable, l'Égypte accepta en 1928 que des unités militaires britanniques, à recrutement kényan, franchissent la ligne de démarcation de 1914 afin de protéger les Turkana contre les Dassanetchs et les Nyangatom. L'opération eut un coût de 30 000 livres sterling par an. En 1929 le Kenya commença à substituer son administration à celle de l'Égypte sur ce territoire, mais le coût de l’opération détermina les autorités britanniques du Kenya à rendre en 1931 au Soudan anglo-égyptien l'administration du triangle. Toutefois, la paix entre tribus restait à assurer, et une ligne rouge (la ligne Glenday) fut tracée afin de représenter la frontière nord des pâturages Turkana, relevant de la protection du Gouverneur du Kenya, et le reste du territoire, relevant du Soudan. En 1932, une « ligne verte » fut tracée un peu plus au nord, afin de matérialiser les limites entre l’administration kényane et la soudanaise. Aucune de ces lignes n'eut jamais le statut de frontière officielle.

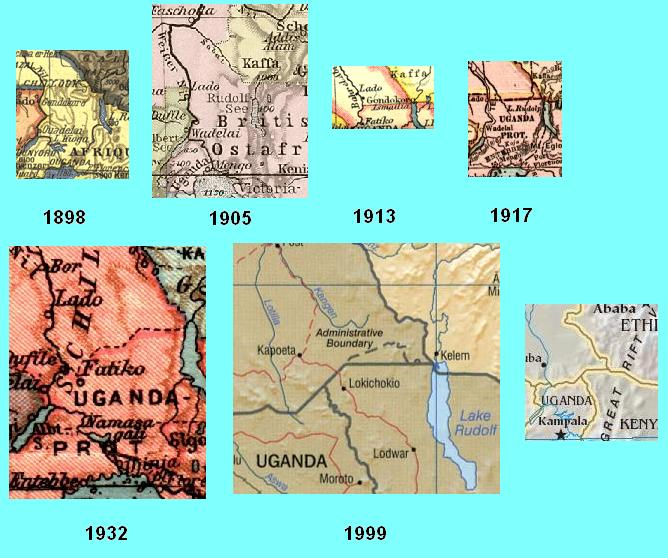
Différentes cartes du triangle d'Ilemi.

En 1936, l’Italie fasciste envahit l’Éthiopie et revendiqua le triangle d'Ilemi. Une équipe d’experts britanniques s'attela alors à préciser les frontières et établit en 1938 une seconde ligne rouge, indiquant la limite septentrionale des pâturages Turkana, en tant que mesure provisoire. Alors que l’Égypte et la Grande-Bretagne marquaient leur accord sur cette mesure, l’Italie n’en fit pas de même. Les Dessanetchs et Nyangatom souffrirent de l’occupation italienne, à laquelle ils résistèrent, et voulurent compenser leurs pertes par de nouveaux raids contre les Turkana dont plusieurs centaines furent tués en juillet 1939. En conséquence, l’Italie abandonna ses revendications sur le triangle et autorisa les Britanniques à riposter par un raid, soutenu par la Royal Air Force contre les Inyangatom et les Dassanech.
Les troupes britanniques du King's African Rifles quadrillèrent le triangle d'Ilemi en 1941 après la Campagne d’Afrique de l’Est au cours de la Seconde Guerre mondiale. Les armées britanniques traversent ce territoire durant leur cheminement vers le sud-ouest de l’Éthiopie. En 1944, le ministère des Affaires étrangères britannique établit une « ligne bleue », qui était plus à l’ouest que la ligne rouge précitée. Le Soudan établit quant à lui dès 1950 sa propre ligne de patrouille, empêchant les patrouilles kényanes et éthiopiennes de la franchir vers l’ouest, mais abandonnant de ce fait le maintien de l’ordre et le développement de l'est du territoire, mais sans pour autant abandonner ses revendications de souveraineté sur l'ensemble du triangle.
De 1949 à 1953 des combats sporadiques sévirent lorsque le Soudan tenta d'empêcher les Nyangatom de franchir sa ligne. Après l’indépendance soudanaise de 1956, le Soudan n’administra jamais l'intégralité du triangle d'Ilemi, dont la partie sud-est échappait à son autorité.

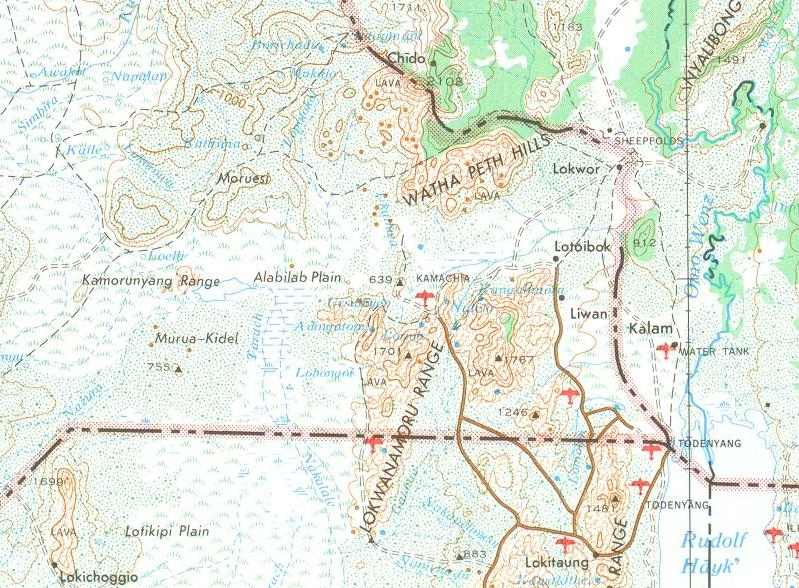
1978 Carte topographique du triangle d'Ilemi.

En 1964, le Kenya et l’Éthiopie pratiquèrent un échange territorial : le Kenya recevait le Namuruputh à proximité du point oriental du triangle d'Ilemi, tandis que l'Éthiopie recevait des bandes de territoire plus à l'est. En 1972 intervint une modification de la frontière soudano-éthiopienne. Mais ces modifications ne réglèrent toujours pas la situation, car elles n’impliquaient pas les tribus locales, qui continuèrent à se harceler, les Turkana armés depuis 1978 par le gouvernement kényan du président Moi, et les Dassanech armés par l'Éthiopie, dans le cadre de la guerre froide (le Kénya étant un allié des Occidentaux, tandis que l'Éthiopie du régime communiste de Mengistu était un allié des Soviétiques).
Depuis 1978, les cartes kényanes utilisent la ligne rouge comme frontière officielle du Kenya. D’aucuns ont émis l’hypothèse qu’il aurait existé un accord secret entre le Kenya et le gouvernement de Khartoum, permettant au Kenya d’administrer le territoire en échange de sa non-intervention (aux côtés du Soudan du Sud) durant la guerre civile soudanaise. À la fin du XXe siècle, les pays impliqués eurent d’autres priorités que celle de régler définitivement le conflit.
Depuis l'indépendance du Soudan du Sud en juillet 2011, le Kenya, qui administre la totalité du triangle, se montre disposé à en céder au nouvel État la partie nord (au nord de la ligne rouge ou ligne Glenday). Pour savoir si le gouvernement sud-soudanais s'en contentera, ou s'il reprendra à son compte la revendication soudanaise sur l'ensemble du territoire, il faudra attendre la fin de la guerre civile sud-soudanaise.